# نيوتن توماس سيجل
نيوتن توماس سيجل (بالإنجليزية: Newton Thomas Sigel) (و. 1955  م) هو مصور سينمائي، وكاتب سيناريو أمريكي، ولد في ديترويت.

## وصلات خارجية
- نيوتن توماس سيجل على موقع IMDb (الإنجليزية)
- نيوتن توماس سيجل على موقع ألو سيني (الفرنسية)
- نيوتن توماس سيجل على موقع أول موفي (الإنجليزية)
- نيوتن توماس سيجل على موقع بوكس أوفيس موجو (الإنجليزية)
- نيوتن توماس سيجل على موقع قاعدة بيانات الأفلام السويدية (السويدية)
- نيوتن توماس سيجل على موقع قاعدة بيانات الفيلم (الإنجليزية)
- نيوتن توماس سيجل على موقع كينوبويسك (الروسية)